# Tadeusz Grzelak

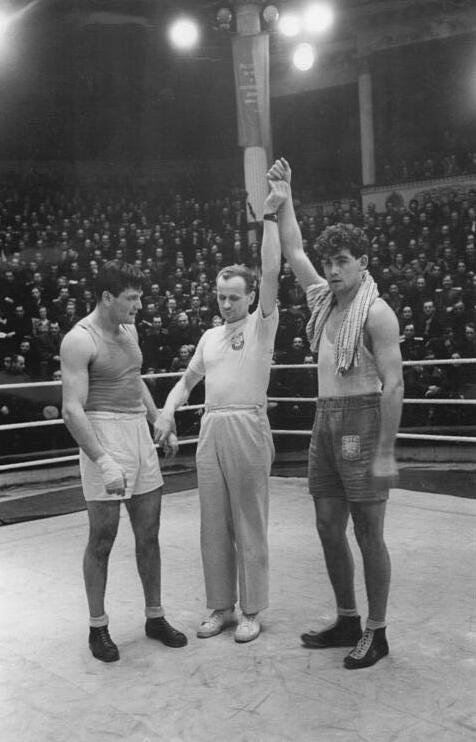
Grzelak (rechts) 1952 nach seinem Länderkampfsieg über den Ungarn Farkas

Tadeusz Grzelak (* 24. Dezember 1929 in Pinsk; † 14. Oktober 1996 in Konin) war ein polnischer Boxer. Er wurde 1953 in Warschau Vize-Europameister im Halbschwergewicht.

## Werdegang
Tadeusz Grzelak wuchs in Kalisz auf und begann als Jugendlicher bei Wlokniarza Kalisz mit dem Boxen. 1943 wurde er von den Nazis zur Zwangsarbeit nach Deutschland verschleppt. Nach seiner Rückkehr nach Polen boxte bis zum Ende seiner Boxerlaufbahn 1962 bei CWKS Warschau und KS Bielarnik Wloknaniarz Kalisz.
Auf Grund seiner guten Leistungen wurde er schon 1950 in die polnische Nationalmannschaft aufgenommen. In diesem Jahr startete er für Polen auch schon in einem Länderkampf gegen die Tschechoslowakei und gewann dabei im Schwergewicht über Otto Rademacher nach Punkten. Bis 1956 war er noch in vielen Länderkämpfen und anderen internationalen Vergleichskämpfen eingesetzt und feierte dabei u. a. auch Siege über die deutschen Boxer Hans Robak, Wolfgang Motzkus, Erwin Hack, Dieter Plischka, Karl-Heinz Guder u. Willi Kopischke.
Bei den polnischen Meisterschaften errang er 1949 einen dritten Platz und 1950 einen zweiten Platz im  Halbschwergewicht. Polnischer Meister wurde er in den Jahren 1951, 1952, 1953, 1954, 1955, 1956 und 1957. Er war also der eindeutige Dominator bei den polnischen Boxern der 1950er Jahre im Halbschwergewicht. Ab 1958 musste er allerdings seine Dominanz in dieser Gewichtsklasse an Zbigniew Pietrzykowski abtreten.
Seinen ersten Start bei einer internationalen Meisterschaft absolvierte Tadeusz Grzelak bei der Europameisterschaft 1951 in Mailand. Er musste sich dort im Viertelfinale dem Schweden Rolf Storm nach Punkten geschlagen geben und verpasste damit knapp eine Medaille. Ähnlich erging es ihm auch bei den Olympischen Spielen 1952 in Helsinki. Er siegte dort nach einem Freilos im Achtelfinale über Franz Pfitscher aus Österreich nach Punkten und unterlag dann im Viertelfinale dem späteren Olympiasieger Norvel Lee aus den Vereinigten Staaten nach Punkten. 
Auf die Europameisterschaft 1953 in Warschau war die polnische Boxstaffel von Feliks Stamm hervorragend vorbereitet worden. Auch Tadeusz Grzelak war dort in sehr guter Form. Er besiegte in Warschau Dumitru Ciobataru aus Rumänien und Helmut Pfirrmann aus der Bundesrepublik Deutschland nach Punkten und stand damit im Finale gegen Ulli Nitzschke aus der DDR. In diesem Finale erwies sich aber der 19-jährige Nitzschke als der eindeutig bessere Techniker, der diesen Kampf klar nach Punkten gewann. Tadeusz Grzelak wurde aber immerhin Vize-Europameister.
Tadeusz Grzelak startete auch noch bei der Europameisterschaft 1955 in West-Berlin. Er unterlag dort im Viertelfinale gegen Ottavio Panunzi aus Italien und kam auf den 5. Platz.
Nach dem Ende seiner Laufbahn als aktiver Boxer war Tadeusz Grzelak Trainer bei folgenden Vereinen: Prosnie Kalisz, Gwardia Kalisz, Gornik Konin, MKS Zaglebie und Gornik Wesola. Er hat in seiner Laufbahn insgesamt 385 Kämpfe bestritten. Dabei erzielte er 324 Siege, boxte zwölfmal Unentschieden und verlor 49 Kämpfe.

## Internationale Erfolge
(OS = Olympische Spiele, EM = Europameisterschaft, Hs = Halbschwergewicht, S = Schwergewicht, damals bis 81 kg bzw. über 81 kg Körpergewicht)
- 1951, 5. Platz, EM in Mailand, Hs, hinter Marcel Limage, Belgien, Bjarne Lingas, Norwegen, Gianbattista Alfonsetti, Italien u. Rolf Storm, Schweden;

- 1952, 5. Platz, OS in Helsinki, Hs, hinter Norvel Lee, USA, Antonio Pacenza, Italien, Anatoli Perow, UdSSR u. Harri Siljander, Finnland;

- 1953, 2. Platz, EM in Warschau, Hs, hinter Ulli Nitzschke, DDR u. vor Helmut Pfirrmann, Deutschland u. Juri Jegorow, UdSSR;

- 1955, 5. Platz, EM in West-Berlin, Hs, hinter Erich Schöppner, Deutschland, Ulli Nitzschke, DDR, Ottavio Panunzi, Italien u. Július Torma, Tschechoslowakei

## Länderkämpfe
- 1950 in Lodz, Polen gegen Tschechoslowakei, S, Punktsieger über Otto Rademacher
- 1951 in Svit, Tschechoslowakei gegen Polen, Hs, Disq.-Sieger 3. Runde über Otto Rademacher
- 1951 in Helsinki, Finnland gegen Polen, Hs, Punktsieger über Kuskonen
- 1952 in Poznań, Polen gegen Ungarn, Hs, Punktsieger über István Fazekas
- 1952 in Wrocław, Polen gegen Tschechoslowakei, Hs, Punktsieger über Otto Rademacher
- 1952 in Moskau, Sowjetunion gegen Polen, Hs, Disq.-Niederlage 2. Runde gegen Anatoli Perow
- 1952 in Moskau, Polen gegen DDR, Hs, Punktniederlage gegen Ulli Nitzschke
- 1952 in Moskau, Polen gegen Tschechoslowakei, Punktsieger über Otto Rademacher
- 1952 in Moskau, Polen gegen Ungarn, Hs, Punktsieger über Istvan Farkas
- 1952 in Warschau, Polen gegen Finnland, Hs, Punktsieger über Leo Peratalo
- 1953 in Helsinki, Finnland gegen Polen, Hs, Punktsieger über Sulo Manninen
- 1954 in Budapest, Ungarn gegen Polen, Hs, Punktniederlage gegen Attila Kovács
- 1954 in Warschau, Polen gegen Belgien, Hs, Punktsieger über Laurent
- 1954 in Wrocław, Polen gegen DDR, Hs, Punktsieger über Hans Robak
- 1954 in Sofia, Bulgarien gegen Polen, Hs, Punktsieger über Borislav Andrejew
- 1954 in Sofia, Polen gegen UdSSR, Hs, Punktsieger über Wiktor Tschernonog
- 1954 in Sofia, Polen gegen DDR, Hs, Punktsieger über Wolfgang Motzkus
- 1954 in Sofia, Polen gegen Ungarn, Hs, Punktniederlage gegen Ferenc Szilvasi
- 1954 in Sofia, Polen gegen Tschechoslowakei, Hs, Punktniederlage gegen Július Torma
- 1954 in Paris, Frankreich gegen Polen, Hs, Punktniederlage gegen Gilbert Chapron
- 1955 in Prag, Tschechoslowakei gegen Polen, Hs, Punktniederlage gegen Július Torma
- 1956 in Nowa Huta, Polen gegen Ungarn, Hs, Punktsieger über Ferenc Szilvasi
- 1956 in Poznań, Polen gegen Deutschland, Hs, Punktsieger über Willi Kopischke
- 1956 in Stockholm, Schweden gegen Polen, Hs, techn. KO-Niederlage 2. Runde gegen Lennart Risberg
- 1956 in Belgrad, Jugoslawien gegen Polen, Hs, Unentschieden gegen Ahmet Bogunic
- 1956 in Sarajevo, Jugoslawien gegen Polen Hs, Punktniederlage gegen Ahmet Bogunic